# Mama Behave

Mama Behave  est un film américain de Leo McCarey sorti en 1926.

## Synopsis
Un homme découvre que son épouse souhaite qu'il agisse comme son frère jumeau. Alors, il décide donc de se faire passer pour son jumeau afin de tenter de déterminer la fidélité de sa femme.

## Fiche technique
- Titre : Mama Behave
- Réalisation : Leo McCarey
- Scénario : H. M. Walker
- Photographie : Floyd Jackman
- Montage : Richard C. Currier
- Supervision : F. Richard Jones
- Producteur : Hal Roach
- Société de production : Hal Roach Studios
- Société de distribution : Pathé Exchange
- Pays d’origine :  États-Unis
- Langue : Anglais
- Format : 1.33 : 1, 35mm, noir et blanc
- Durée : 22 minutes
- Date de sortie : 28 février 1926

## Distribution
- Charley Chase : Charlie Chase
- Mildred Harris : Lolita Chase, femme de Charlie
- Vivien Oakland : Miss D'Arcy, amie de Lolita
- Syd Crossley : Le valet